# Энгурский край
Э́нгурский край (латыш. Engures novads) — бывшая административно-территориальная единица на северо-западе Латвии, в историко-культурной области Курземе. Край состоял из трёх волостей, центром края являлось село Смарде.

## История
Край был образован 1 июля 2009 года из части расформированного Тукумского района. Площадь края составляла 397,9 км².
В ходе административно-территориальной реформы Латвии 2021 года Энгурский край был упразднён, его три волости вошли в состав укрупнённого  Тукумского края.

## Население
На 1 января 2010 года население края составляло 8045 человек.
Национальный состав населения края по итогам переписи населения Латвии 2011 года:
| Национальность | Численность, чел. (2011) | %        |
| -------------- | ------------------------ | -------- |
| Латыши         | 6731                     | 88,86 %  |
| Русские        | 528                      | 6,97 %   |
| Белорусы       | 91                       | 1,20 %   |
| Украинцы       | 73                       | 0,96 %   |
| Поляки         | 46                       | 0,61 %   |
| Литовцы        | 51                       | 0,67 %   |
| Другие         | 55                       | 0,73 %   |
| всего          | 7575                     | 100,00 % |

## Территориальное деление
- Лапмежциемская волость (латыш. Lapmežciema pagasts)
- Смардская волость (латыш. Smārdes pagasts)
- Энгурская волость (латыш. Engures pagasts)